# Rivoluzione sandinista
Con rivoluzione sandinista si intende la serie di eventi che, in Nicaragua, ha determinato la fine della dittatura di Anastasio Somoza Debayle nel 1979 e la presa del potere da parte del Fronte Sandinista di Liberazione Nazionale, che governò il paese fino al 1990.

## Il contesto storico
Il Fronte Sandinista di Liberazione Nazionale (FSLN) venne istituito nel 1961 presso l'Università di Managua come una fondazione studentesca che si opponeva al regime della famiglia Somoza che, a partire dal 1937 con Anastasio Somoza García e poi con il figlio Luis dal 1956, governava il Nicaragua in forma dittatoriale. I fondatori del movimento furono Jose Carlos Fonseca Amador, Silvio Mayorga e Tomas Borge Martinez e il suo nome si deve alla memoria di Augusto César Sandino. I membri della fondazione furono attivi in eclatanti azioni di protesta (nel dicembre del 1974 un gruppo di attivisti rapì alcuni funzionari del governo), per le quali la notorietà ed il prestigio del movimento aumentarono, al punto che nel 1975 il presidente Anastasio Somoza Debayle, al potere dopo il fratello Luis dal 1967, ordinò una violenta azione di rappresaglia, nella quale morì il fondatore Jose Carlos Fonseca Amador.
La fondazione si era trasformata in partito politico di ispirazione marxista-leninista che riuscì progressivamente a intensificare la lotta a Somoza tramite un forte sostegno popolare, soprattutto nelle campagne. D'altra parte il regime di Somoza subì uno scacco quando nel 1976 il neoeletto presidente degli USA Jimmy Carter stabilì che ulteriori aiuti al Nicaragua sarebbero stati erogati solo a patto di una maggiore garanzia del rispetto dei diritti umani nel paese. L'offensiva militare finale fu scatenata nel 1978.

## La rivoluzione e le conseguenze

### L'insurrezione
Il 10 gennaio 1978 fu assassinato a Managua il giornalista Pedro Joaquin Chamorro, editore de La Prensa, l'unico giornale di vera opposizione al governo del presidente Somoza. Il fondato sospetto che costui fosse il mandante del delitto sprofondò il paese in un periodo di violenza generalizzata che sfociò in una guerra civile.
Nel novembre di quello stesso anno l'Organizzazione dei Diritti Umani degli Stati Americani produsse un resoconto in cui si accusava di numerose violazioni dei diritti civili la Guardia Nacional, il corpo militare fedele alla famiglia Somoza; al resoconto seguì una risoluzione di condanna, da parte dell'ONU, del governo nicaraguense. Al rifiuto di Somoza di lasciare il potere si formò un Fronte Nazionale Patriottico; nel frattempo il FSLN continuava la sua guerriglia e, con il supporto di ampi strati della popolazione, di elementi della Chiesa Cattolica e di governi di altri stati della regione (Panama, Messico, Costa Rica e Venezuela), gradualmente prese il controllo di gran parte del paese e sferrò l'offensiva finale contro il regime: il 16 giugno venne annunciata la Giunta di Governo di Ricostruzione Nazionale composta da Violeta Chamorro, vedova del giornalista assassinato, Moises Hassan, Daniel Ortega, Sergio Ramírez e Alfonso Robelo.
La Giunta fu riconosciuta da tutte le componenti politiche e sociali del paese. Il presidente degli Stati Uniti Jimmy Carter decise di collaborare con il nuovo governo. Spinto anche dalla pressione degli Stati Uniti, preoccupati di evitare in America Latina un altro regime comunista come quello di Cuba, il presidente Somoza lasciò il paese il 17 luglio e si rifugiò prima a Miami e poi in Paraguay, dove fu ucciso nel 1980.

### Insediamento della Giunta di Governo di Ricostruzione Nazionale

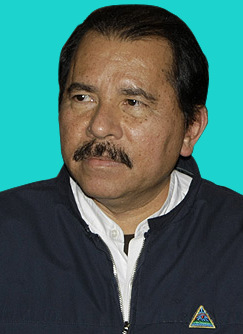
Daniel Ortega

Il 20 luglio del 1979 la neonata Giunta di Governo di Ricostruzione Nazionale entrò a Managua.
Il paese era molto provato dagli anni della dittatura e dalla guerra insurrezionale. 50 000 nicaraguensi erano morti a causa del conflitto, 120 000 erano fuggiti in paesi limitrofi; l'economia era in grave crisi ed il debito con l'estero ammontava a oltre un miliardo e mezzo di dollari. Tuttavia la maggioranza dei nicaraguensi nutriva forti speranze nei vincitori sandinisti per la creazione di un sistema diverso da quello del regime di Somoza, senza diseguaglianze politiche, sociali ed economiche. I sandinisti erano un vasto schieramento politico con una componente comunista e molti dei loro capi erano stati vittime di tortura; il nuovo governo per distinguersi dal precedente dispose che i prigionieri accusati di reati sotto il regime di Somoza fossero sottoposti ad un regolare processo proibendo ogni forma di crudeltà sui prigionieri. Un rapporto di Amnesty International riguardante i primi tre anni della Giunta al potere (1979-1981) giudicò la situazione dei diritti dell'uomo in Nicaragua notevolmente migliorata.
L'insurrezione sandinista ebbe anche il sostegno di parte della chiesa Cattolica e con il trionfo della rivoluzione si sviluppò in Nicaragua, primo paese dell'America Latina, anche la cosiddetta Chiesa dei Poveri. Alcuni sacerdoti furono designati ministri dal nuovo governo: Miguel D´Escoto, ministro degli Esteri, Ernesto Cardenal, ministro della Cultura, Fernando Cardenal, Ministro dell'Educazione e Edgar Parrales, ministro del Benessere Sociale. Il Vaticano non approvò le cariche e scoraggiò le collaborazioni dei sacerdoti con la rivoluzione. Quando in seguito Giovanni Paolo II visitò il Nicaragua nel 1983, padre Ernesto Cardenal venne pubblicamente invitato dal Papa, invano, a dimettersi dalla carica di ministro. La visita del Pontefice, organizzata con grande cura dal governo sandinista nel tentativo di instaurare buoni rapporti con il Vaticano, sfociò, invece, in una completa rottura. Secondo quanto riportato dal giornalista Bob Woodward, si ufficializzò una alleanza informale tra il Vaticano e gli USA per combattere la “minaccia comunista” in Centroamerica. In Nicaragua, così, la chiesa ufficiale prese le parti della controrivoluzione.

### Le riforme istituzionali
Nell'agosto 1979 venne emanato lo Statuto dei diritti e garanzia dei nicaraguensi e abolita la pena di morte e fu promulgato lo Statuto Fondamentale della Repubblica di Nicaragua; quest'ultimo abolì la costituzione, la presidenza, il congresso e tutte le corti; garantì il pieno rispetto della Dichiarazione universale dei diritti umani, del Patto Internazionale sui diritti economici, sociali e culturali e del Patto Internazionale sui diritti civili e politici dell'ONU e della Dichiarazione Diritti e Doveri dell'Uomo dell'Organizzazione degli Stati Americani; sancì l'uguaglianza incondizionata di tutti i nicaraguensi, la libertà di coscienza e di religione, di unione e organizzazione politica; sciolse la Guardia Nazionale e gli organi di spionaggio; istituì un Esercito Nazionale composto dai combattenti del FSLN e dagli ufficiali della disciolta Guardia Nazionale che si erano uniti alla lotta per il rovesciamento di Somoza; lo Statuto precisava, inoltre, che l'Esercito assumeva temporaneamente le funzioni di polizia in tutto il paese. 
La Giunta governava attraverso inappellabili poteri di emergenza. La politica del governo nazionale venne stabilita dai membri della Direzione della Giunta Nazionale e dalla Direzione del FSLN. Nel maggio del 1980 fu creata un'assemblea rappresentativa, il Consiglio di Stato, che poteva approvare le leggi presentate dalla Giunta o quelle proposte da un suo membro. La Giunta, tuttavia, aveva diritto di veto su tali leggi, e mantenne il controllo sopra gran parte della spesa pubblica. Inoltre i membri del Consiglio di Stato non erano stati eletti ma nominati dai gruppi politici insurrezionalisti in base ad una spartizione frutto di trattative avvenute già nel 1979 e al gruppo comunista spettò la nomina di 24 dei 47 seggi. Gli avversari del FSLN considerarono poi questa proporzione una forma di appropriazione illegale del potere. L'esponente democratica Chamorro, infatti, si ritirò all'inizio del 1980, adducendo in un primo momento come causa motivi di salute, ma in seguito rivelò di averlo fatto per protesta nei confronti del crescente predominio del FSLN nel governo. Anche Robelo rinunciò alla Giunta nello stesso anno per gli stessi motivi. I due dimissionari furono sostituiti da due esponenti moderati, ma nel 1983 la Giunta fu ridotta a tre soli membri, dei quali Daniel Ortega era il leader riconosciuto.
Sin dal periodo immediatamente successivo alla presa del potere, il FSLN aveva inoltre favorito lo sviluppo di organizzazioni di massa fra le quali la Federazione degli Operai Sandinisti (Central Sandinista de Trabajadores - CST) che rappresentava i sindacati, l'Associazione delle Donne Nicaraguensi (Asociación de Mujeres Nicaragüenses Luisa Amanda Espinoza - AMNLAE) e nel 1982 l'Unione Nazionale degli Agricoltori e Allevatori (Unión Nacional de Agricultores y Ganaderos - UNAG) composta da piccoli coltivatori e contadini. Si crearono inoltre, sull'esempio di quanto era avvenuto a Cuba, dei gruppi di quartiere, i Comitati di Difesa Sandinista (Comités de Defensa sandinista – CDS), che raccoglievano e diffondevano informazioni su tutti i nicaraguensi ed erano inoltre incaricati della distribuzione delle merci razionate e della realizzazione di opere per le comunità. Tali organizzazioni si rivelarono strumenti per consolidare il potere sandinista sulle istituzioni politiche e militari. I Sandinisti acquisirono sempre maggior controllo anche sulle truppe addestrate con la consulenza di esperti provenienti da Cuba e dall'Unione Sovietica, grazie al supporto dei quali l'Esercito Nazionale divenne il più grande e meglio equipaggiato nell'America Centrale. In seguito alla guerriglia controrivoluzionaria, nel 1983 il governo introdusse il servizio militare obbligatorio, e le truppe furono ulteriormente incrementate.

### Le riforme economiche e sociali
Le riforme più urgenti furono volte al rilancio dell'economia. A tal scopo furono nominati dei tecnici del settore privato con l'incarico di negoziare il debito con l'estero e accedere agli aiuti economici stranieri attraverso il Fondo Ricostruzione Internazionale (Fondo Internacional de Reconstrucción - FIR). Il risultato fu l'assistenza finanziaria multinazionale, il dilazionamento del debito estero e impegni per forniture alimentari. Fra i primi provvedimenti legislativi del 1979 ci furono: la confisca di tutti i beni della famiglia Somoza e di coloro che erano stati coinvolti nel regime; l'organizzazione della Centrale Sandinista dei Lavoratori; la nazionalizzazione del sistema finanziario e del commercio estero; il controllo statale sulle risorse naturali; la creazione del fondo nazionale contro la disoccupazione; la riduzione degli affitti e la legge sui diritti degli inquilini. Tale politica di ricostruzione ebbe in un primo periodo risultati positivi, grazie anche ai sussidi stranieri. Nel 1981 fu promulgata un'importante legge di riforma agraria.
Ancora nel 1979 fu istituita la gratuità dell'educazione universitaria e nel 1980 continuò il processo di riforme, tra le quali l'inizio della crociata nazionale di alfabetizzazione, grazie alla quale il tasso di analfabetismo si ridusse, secondo le stime governative, dal 50% al 12%. Nel 1983, a seguito degli interventi governativi in campo sanitario, il Nicaragua venne dichiarato dall'Organizzazione mondiale della sanità e UNICEF "paese modello nella salute". Il FSLN ha pubblicato dopo il 1990, fornendo dati e statistiche, i risultati raggiunti dalle varie riforme e leggi promulgate dal Governo. Si fornisce di seguito una brevissima tabella comparativa, realizzata con dati eterogenei, che integra alcuni dati del documento appena citato (periodi Somoza e Rivoluzione) non verificati da altre fonti, alcuni di un testo scolastico di geografia del 2004 e alcuni del sito ufficiale dell'Organizzazione Mondiale della Sanità.
|                                            | Periodo Somoza | Rivoluzione | Post Rivoluzione |
| ------------------------------------------ | -------------- | ----------- | ---------------- |
| Latifondi                                  | 36%            | 10%         | -                |
| Speranza di vita (anni)                    | 50             | 63          | 71               |
| Mortalità infantile (per 1000 ab.)         | 321            | 57          | 36               |
| Analfabetismo                              | 50%            | 12%         | 33,2% (2001)     |
| Numero di medici (per 1000 ab.)            |                |             | 0,80 (1997)      |
| Iscritti per anno alla facoltà di medicina | 50             | 500         |                  |

### La riforma agraria
La legge di riforma agraria coinvolse immediatamente più del 20 per cento della terra coltivabile del Nicaragua, cioè i poderi già confiscati nel 1979 alla famiglia dei Somoza e ai membri del suo entourage. Tra i terreni interessati alla riforma c'erano anche le proprietà inattive negli ultimi anni o comunque scarsamente sfruttate e le aree abbandonate. La gestione dei terreni fu presa dal Ministero dello Sviluppo Agricolo e della Riforma Agraria che ne determinava l'assegnazione. Gli assegnatari principali erano i contadini, i coloni, le cooperative già esistenti e quelle formate sulla base di questa legge e le famiglie che potevano garantire l'uso efficiente della terra.
Alcune grandi piantagioni destinate alla produzione agricola per l'esportazione estera non riconducibili alla famiglia di Somoza non furono oggetto della riforma.

## La controrivoluzione e il ruolo degli USA

### Il rapporto con gli Stati Uniti d'America fino alla presidenza di Carter
L'ispirazione marxista-leninista del FSLN indusse gli Stati Uniti d'America a interverire sin dall'inizio negli affari interni del Nicaragua; con la guerra fredda in una fase cruciale, e l'instabilità politica delle regioni centramericane, gli Stati Uniti d'America non avrebbero tollerato l'esistenza di un altro regime pro-Mosca, oltre quello cubano, così vicino ai propri confini. Tuttavia in una prima fase un dialogo sembrava possibile: dopo la presa del potere da parte del FSLN nel 1979, l'allora Presidente statunitense Jimmy Carter ricevette alla Casa Bianca una delegazione della Giunta Nazionale formata da Sergio Ramirez e Alfonso Robelo. Durante la riunione Carter promise un prestito di 70 milioni di dollari al Nicaragua per affrontare la ricostruzione in cambio di assicurazioni riguardo soprattutto il non allineamento al blocco sovietico. Dopo l'uscita dalla giunta di Violeta Chamorro e Alfonso Robelo lo stesso Carter vincolò il prestito alla restaurazione della giunta. Furono allora designati come nuovi membri i conservatori Rafael Cordoba Reyes e Arturo Cruz.

### La presidenza Reagan ed il finanziamento dei "Contras"

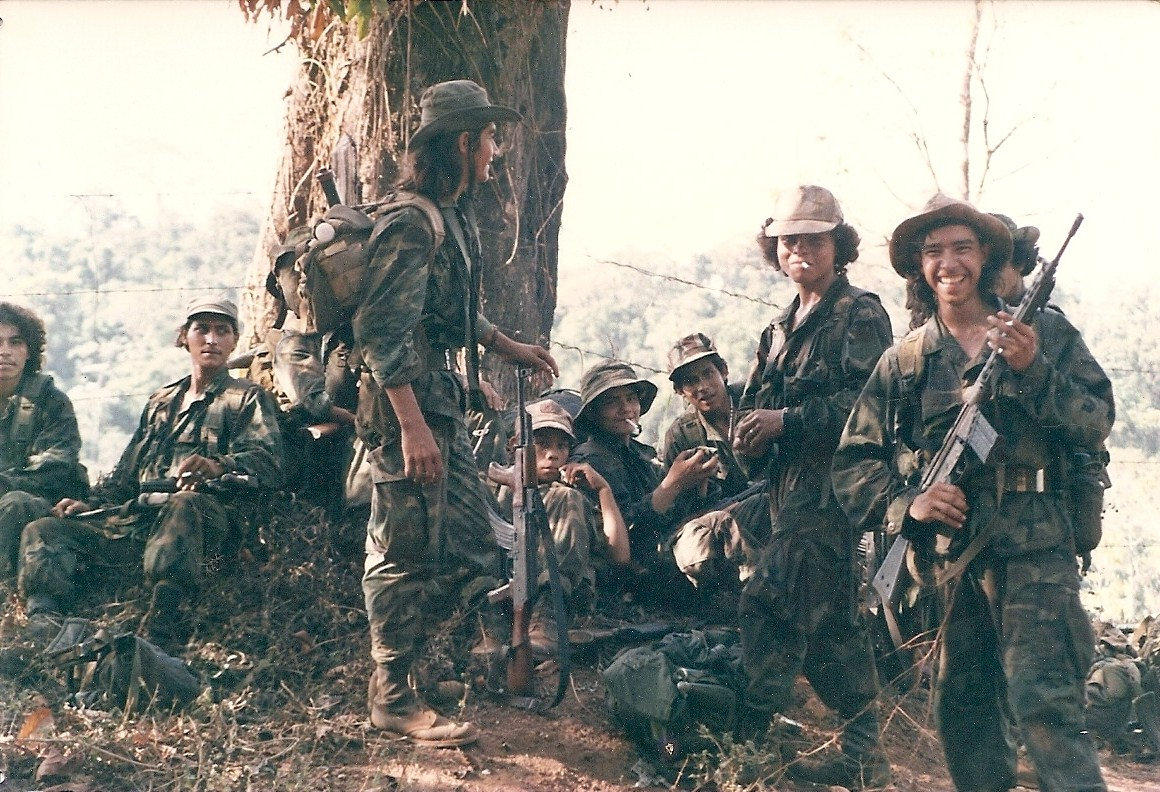
Contras nel 1987

Nel 1980 venne eletto Presidente degli Stati Uniti d'America Ronald Reagan. Nell'agosto del 1981 ci fu un tentativo di un accordo fra USA e Nicaragua: sostegno economico e nessuna ingerenza negli affari interni del Nicaragua, in cambio della sospensione dell'appoggio del governo di Managua alla guerra civile da poco scoppiata in El Salvador. L'accordo non si concluse e Reagan accusò il FSLN di essere d'accordo con Cuba nel favorire i movimenti rivoluzionari negli altri paesi dell'America Latina. Il Presidente era anche preoccupato per la crescente presenza dell'Unione Sovietica in Nicaragua. La sua amministrazione autorizzò un piano di operazioni segrete contro il Nicaragua che includeva un finanziamento di 19 milioni di dollari alla CIA per finanziare, armare e addestrare in Florida gruppi di ribelli (alcuni erano veterani della disciolta Guardia Nazionale di Somoza). Le truppe paramilitari furono denominate Contras (contrarrevolucionarios), sigla sotto cui si riunivano tutte le organizzazioni armate che insorsero contro la rivoluzione sandinista. Reagan sospese i pagamenti approvati dall'amministrazione Carter e fece pressione per bloccare anche i prestiti che il Nicaragua riceveva dalla Banca Interamericana per lo Sviluppo. Gli Stati Uniti d'America iniziarono così di fatto nel 1982 ad organizzare la controrivoluzione in Nicaragua, anche se non furono mai interrotte le relazioni diplomatiche tra i due paesi.
Nonostante nel 1982 con l'emendamento Boland la Camera dei Rappresentanti statunitense proibisse all'unanimità al Pentagono e alla CIA di addestrare o armare gli antisandinisti, l'amministrazione Reagan continuò a sostenere i Contras: come emerso dalla ricerca "Dark Alliance" del giornalista statunitense Gary Webb, i Contras "si autofinanziavano mediante il traffico di droga con l'appoggio della CIA, che usava i proventi del traffico di armi durante la guerra Iran-Iraq. L'azione dei Contras si caratterizzava principalmente per attacchi obiettivi quali strutture civili indifese quali fattorie, ospedali, chiese, massacri indiscriminati contro civili, compimento di torture e stupri. L'intensificarsi della guerriglia fece sì che i sandinisti imponessero leggi di emergenza che limitarono la libertà di espressione dei partiti di opposizione; inoltre l'aumento delle spese militari causò la riduzione degli investimenti per i programmi di sviluppo e la produzione agricola diminuì.

### Le elezioni nicaraguensi del 1984 e la vittoria del FSLN
Nel 1984 in Nicaragua si svolsero le elezioni presidenziali che videro trionfare il FSLN con Daniel Ortega. Osservatori imparziali mandati a monitorare le elezioni da istituzioni internazionali come la Comunità Economica Europea o da nazioni democratiche come Canada e Repubblica d'Irlanda e provenienti anche da gruppi religiosi conclusero che la consultazione elettorale era stata completamente libera e legittima. L'amministrazione Reagan non riconobbe la vittoria di Ortega e dichiarò illegittime le elezioni, nonostante non ci fossero stati osservatori statunitensi in Nicaragua. Il governo Usa si appellava alla circostanza che Arturo Cruz, il candidato nominato dal Coordinamento Democratico del Nicaragua, che comprendeva i principali gruppi di opposizione democratica nel paese, non aveva partecipato alle elezioni avendo ritirato la candidatura a causa della mancanza di risposta alle sue richieste al governo sandinista di reintrodurre tutti i diritti civili.
La guerriglia continuava nonostante la Corte Internazionale di Giustizia dell'Aja ordinasse agli USA di sospendere l'appoggio ai Contras (10 maggio). Anche la risposta del governo del Nicaragua si andava inasprendo, con il supporto d'ingenti invii di armi dall'Urss. Nel novembre di quello stesso anno Reagan ricevette il suo secondo mandato di presidente e nel suo discorso inaugurale concesse ai Contras il titolo di combattenti della libertà (freedom fighters). Sempre nel 1984 la Corte internazionale di Giustizia stabilì l'obbligo degli USA di risarcire il Nicaragua per tutti i danni causati al paese da violazioni accertate degli obblighi prescritti dalle leggi internazionali vigenti. La condanna non fu riconosciuta valida dagli Stati Uniti in base all'Emendamento Connally, che escludeva dalla giurisdizione della Corte Internazionale di Giustizia “dispute riguardanti questioni che sono essenzialmente all'interno della giurisdizione degli USA”.

### L'embargo degli USA e l'"Irangate"
Nel 1985 l'amministrazione statunitense decretò un embargo commerciale contro il Nicaragua e continuò il finanziamento dei Contras. Successivamente alcuni porti del Nicaragua furono minati dai sub della CIA che fece incendiare anche i depositi di petrolio del porto di Corinto provocando così l'evacuazione di tutti gli abitanti del luogo. Questa azione fu condannata dalla Corte Internazionale di Giustizia come illegale. L'organizzazione della controrivoluzione proseguì con un accordo, alla fine del 1985, con l'Honduras per stabilire delle basi militari permanenti sul suo territorio. Altre basi furono stanziate in Costa Rica e in El Salvador.
Nonostante l'emergere dello scandalo Irangate, che tra il 1985 e il 1986 coinvolse alti funzionari dell'amministrazione del presidente, nel 1986 il Congresso degli Stati Uniti approvò lo stanziamento di cento milioni di dollari per finanziare i Contras. Nel 1987 la Corte Internazionale rinnovò il riconoscimento al Nicaragua della richiesta di indennizzo per gli attacchi antigovernativi da parte degli USA ma questi non riconobbero la sentenza approvando altri finanziamenti alla controrivoluzione. Gli assalti proseguirono fino al 1990, anno della vittoria elettorale di Violetta Chamorro divenuta oppositrice del FSLN.

## La sconfitta elettorale del FSLN del 1990
Nel 1990 si svolsero nuove elezioni politiche. A Daniel Ortega si oppose Violeta Chamorro con il suo nuovo partito, l'Union Nacional Opositora, appoggiato dagli USA. Il presidente degli Stati Uniti George Bush riconobbe che un'eventuale giusta vittoria di Ortega avrebbe obbligato gli Stati Uniti a normalizzare le relazioni con il governo del Nicaragua. Durante la campagna elettorale il presidente uscente Ortega, rifacendosi ancora alla memoria di Sandino, non riuscì a convincere la popolazione, stremata dal perdurare della guerra civile, circa la sua capacità di mettervi fine, come emerse dalle successive inchieste post-elettorali e l'Union Nacional Opositora sconfisse l'FSLN decretando di fatto la fine della rivoluzione.

### Filmografia e discografia
- Sotto tiro, un film di Roger Spottiswoode. Con Gene Hackman e Nick Nolte. Durata 128 min. - Stati Uniti d'America 1983
- La canzone di Carla, un film di Ken Loach. Con Scott Glenn, Robert Carlyle, Oyanka Cabezas, Gary Lewis Titolo originale Carla's Song. Durata 127 min. - Regno Unito 1996
- Sandinista!, album dei The Clash, Gran Bretagna 1980, tra i brani il singolo Washington Bullets